# Augustus Scur
Augustus Scur was een algemene arbeidersstaking op Aruba, die duurde van 11 tot 18 augustus 1977. De staking, georganiseerd door de Arubaanse politicus en activist Betico Croes en de meerderheidspartij op het eiland MEP, wordt algemeen beschouwd als een belangrijk keerpunt in de politieke strijd van Aruba voor autonomie en afscheiding van de Nederlandse Antillen, die uiteindelijk in 1986 werd bereikt met de Status Aparte van Aruba. Augustus Scur verwijst met name naar het moment van de staking waarbij de stroom op het hele eiland werd afgesloten.